# Sokolovce
Sokolovce (deutsch Sockolowetz, ungarisch Vágszakály – bis 1907 Szokolóc) ist eine Gemeinde im Westen der Slowakei mit 1401 Einwohnern (Stand 31. Dezember 2024), die zum Okres Piešťany, einem Teil des Trnavský kraj gehört.

## Geographie
Die Gemeinde befindet sich am linken Ufer der Waag unterhalb des Westhangs von Považský Inovec. Das Ortszentrum liegt auf einer Höhe von 154 m n.m. und ist sieben Kilometer von Piešťany sowie 12 Kilometer von Hlohovec entfernt.

## Geschichte
Der Ort wurde zum ersten Mal 1293 als Zokol schriftlich erwähnt und erhielt seinen Namen nach ursprünglichen Einwohner, den königlichen Falknern. 1332 wird eine Pfarrei erwähnt, die aber später unterging und lange zur Pfarrei von Ardanovce gehörte. Das Dorf gehörte zu örtlichen Edelmännern. 1828 sind 57 Häuser und 399 Einwohner verzeichnet. Die Haupteinnahmequelle war und ist Landwirtschaft, früher war Weinbau bedeutend, im 19. Jahrhundert war Ziegelherstellung verbreitet. Heute pendelt ein Teil der Bevölkerung zur Arbeit.
Bis 1918 gehörte der im Komitat Neutra liegende Ort zum Königreich Ungarn und kam danach zur Tschechoslowakei bzw. heute Slowakei.

## Bevölkerung
| Jahr                | 1994 | 2004    | 2014     | 2024    |
| ------------------- | ---- | ------- | -------- | ------- |
| Anzahl der Personen | 1124 | 1168    | 1292     | 1401    |
| Unterschied         |      | +3,91 % | +10,61 % | +8,43 % |

| Jahr                | 2023 | 2024    |
| ------------------- | ---- | ------- |
| Anzahl der Personen | 1402 | 1401    |
| Unterschied         |      | −0,07 % |

| Nach Ethnie                                                               | Nach Konfession |
| ------------------------------------------------------------------------- | --- |
| - 97,94 % Slowaken - 01,43 % Tschechen - 00,27 % Polen - 00,09 % Magyaren | - 90,96 % römisch-katholisch - 04,39 % konfessionslos - 02,15 % evangelisch - 01,88 % keine Angabe - 00,09 % griechisch-katholisch |

## Bauwerke
- römisch-katholische Kreuzerhöhungskirche im barocken Stil aus dem Jahr 1770
- Landschloss aus dem 18. Jahrhundert mit einem Park
- Johannes-von-Nepomuk-Statue aus dem Jahr 1834